# Рассеяние Мандельштама — Бриллюэна
Рассе́янием Мандельшта́ма — Бриллюэ́на называют рассеяние оптического излучения конденсированными средами (твёрдыми телами и жидкостями) в результате его взаимодействия с собственными упругими колебаниями этих сред. Оно сопровождается изменением набора частот (длин волн), характеризующих излучение, — его спектрального состава. Например, рассеяние Мандельштама — Бриллюэна монохроматического света[где?] приводит к появлению шести частотных компонент рассеянного света, в жидкостях — трёх (одна из них — неизменённой частоты). Эффект назван в честь советского физика Леонида Мандельштама и французско-американского физика Леона Бриллюэна.
Сравнительно сильное взаимодействие между частицами конденсированных сред (оно связывает их в упорядоченную пространственную решётку) приводит к тому, что эти частицы не могут двигаться независимо — любое их возбуждение распространяется в среде в виде волны. Однако при любой отличной от абсолютного нуля температуре частицы находятся в тепловом движении. В результате по всевозможным направлениям в среде распространяются упругие волны различных частот (гиперзвук). Наложение таких волн друг на друга вызывает появление т. н. флуктуаций плотности среды (малых локальных отклонений плотности от её среднего значения), на которых и рассеивается свет. Рассеяние Мандельштама — Бриллюэна показывает, что световые волны взаимодействуют непосредственно с упругими волнами, обычно не наблюдаемыми по отдельности.
Из представления о стоячих волнах — сгущениях и разрежениях плотности, модулирующих световую волну, — исходил Л. И. Мандельштам, теоретически предсказавший рассеяние Мандельштама — Бриллюэна (его статья, написанная в 1918, была опубликована лишь в 1926). Независимо те же результаты получил (1922) Л. Бриллюэн, рассматривая рассеяние света на бегущих навстречу друг другу упругих волнах в среде. При его подходе к явлению физической причиной «расщепления» монохроматических линий оказывается эффект Доплера.
Первые попытки наблюдать рассеяние Мандельштама — Бриллюэна, произведённые Л. И. Мандельштамом и Г. С. Ландсбергом (1930), позволили лишь наблюдать уширение линий рамановского рассеяния. Первые удачные эксперименты и детальные исследования проведены Е. Ф. Гроссом. В частности, он обнаружил (1938), что рассеяние Мандельштама — Бриллюэна расщепляет монохроматическую линию на шесть компонент (это объясняется тем, что скорость звука v различна для разных направлений, вследствие чего в общем случае в нём существуют три — одна продольная и две поперечные — звуковые волны одной и той же частоты, каждая из которых распространяется со своей скоростью v). Он же изучил рассеяние Мандельштама — Бриллюэна в жидкостях и аморфных твёрдых телах (1930—1932), при котором наряду с двумя «смещёнными» наблюдается и «несмещённая» компонента исходной частоты f. Теоретическое объяснение этого явления принадлежит Л. Д. Ландау и Г. Плачеку (1934), показавшим, что, кроме флуктуаций плотности, необходимо учитывать и флуктуации температуры среды.

## Применение
Создание лазеров не только улучшило возможности наблюдения рассеяния Мандельштама — Бриллюэна, но и привело к открытию так называемого вынужденного рассеяния Мандельштама — Бриллюэна (ВРМБ), которое отличается большей интенсивностью и многими качественными особенностями. Исследования рассеяния Мандельштама — Бриллюэна в сочетании с другими методами позволяют получать ценную информацию о свойствах рассеивающих сред. ВРМБ используется для генерации мощных гиперзвуковых волн в ряде технических применений.
Также применяется в бриллюэновской рефлектометроскопии для локализации и измерения величины натяжения участков оптического волокна.